# Jasminum sambac
Il gelsomino d'Arabia (Jasminum sambac (L.) Aiton, 1789) è una pianta della famiglia delle Oleacee, autoctona di una piccola regione dell'Himalaya orientale, che comprende il Bhutan e le confinanti India e Pakistan. Viene coltivato in diverse nazioni, soprattutto in gran parte dell'Asia meridionale e del Sud-est asiatico. Si è naturalizzato anche in altre zone come: Mauritius, Madagascar, Maldive, Cambogia, Giava, Isola di Natale, Chiapas, America centrale, sud del Florida, Bahamas, Cuba, Hispaniola, Giamaica, Porto Rico e le Piccole Antille.
Specie arbustiva molto commercializzata, può raggiungere i 3–4 m di altezza. Fiorisce dall'inizio dell'estate fino all'inizio dell'autunno (giugno-ottobre), producendo numerosissimi fiori bianchi particolarmente profumati e utilizzati anche per la produzione del tè. È considerato il fiore nazionale delle Filippine, dove è meglio noto come sampaguita, e uno dei tre dell'Indonesia, dove è conosciuto con il nome di melati putih.

## Cultivar
Esistono numerose cultivar del gelsomino d'Arabia, che differiscono tra loro per la forma delle foglie e per la struttura del petalo. Le cultivar riconosciute includono:
- 'Pulzella d'Orléans' - possiede fiori singoli di cinque o più petali ovali. È la varietà comunemente nota come sampaguita oppure pikake. Può essere indicata anche con il nome di Mograw, Motiya o Bela;
- 'Belle of India' - possiede fiori singoli, o doppi, a petali allungati;
- 'Granduca di Toscana' - possiede fiori stradoppi che somigliano a delle piccole gardenie ed è meno fragrante rispetto ad altre varietà.[3] Nelle Filippine è noto come kampupot;[4]
- 'Mysore Mulli' -  ricorda la Belle of India ma ha petali leggermente più corti.